# Cantoira
 Cantoira  (piemonti nyelven  Cantòira ) egy olasz község  Piemont régióban, Torino megyében.

## Elhelyezkedése
A Lanzo-völgyek egyik települése.

Cantoira község Torino megye térképén

A vele határos települések: Ceres, Chialamberto, Locana, Monastero di Lanzo.